# Six/Nine
Six/Nine è l'ottavo album in studio del gruppo musicale giapponese Buck-Tick, pubblicato nel 1995.

## Tracce
1. Loop – 4:38
2. Love Letter – 4:17
3. Kimi no Vanilla (君のヴァニラ) – 4:27
4. Kodou (鼓動) – 6:53
5. Kagiri Naku Nezumi (限りなく鼠) – 5:03
6. Rakuen (Inori Koinegai) (楽園(祈り 希い)) – 4:37
7. Hosoi Sen (細い線) – 4:34
8. Somewhere Nowhere – 1:26
9. Aikawarazu no "Are" no Katamari ga Nosabaru Hedo no Soko no Fukidamari (相変わらずの 「アレ」のカタマリがのさばる反吐の底の吹き溜まり) – 4:45
10. Detarame Yarou (デタラメ野郎) – 4:52
11. Misshitsu (密室) – 4:54
12. Kick (Daichi wo Keru Otoko) (Kick (大地を蹴る男)) – 4:29
13. Itoshi no Rock Star (愛しのロック・スター) – 4:51
14. Uta (唄) – 3:59
15. Mienai Mono wo Miyo to Suru Gokai Subete Gokai da (見えない物を見ようとする誤解 全て誤だ) – 4:45
16. Loop Mark II (Instrumental) – 2:23

## Formazione
- Atsushi Sakurai - voce, sassofono
- Hisashi Imai - chitarra, cori, voce
- Hidehiko Hoshino - chitarra, cori, tastiera
- Yutaka Higuchi - basso
- Toll Yagami - batteria, percussioni